# José Roberto Guimarães
José Roberto Lages Guimarães (Quintana, São Paulo; 31 de juliol de 1954), conegut habitualment com Zé Roberto, és un entrenador i exjugador de voleibol brasiler. És l'únic tècnic que ha conquerit l'or olímpic masculí i femení.

## Carrera esportiva

### Jugador
Guimarães va estar en actiu entre 1969 i 1981 i ocupava la posició de col·locador. Va desenvolupar tota la seva carrera al Brasil, a excepció del seu últim any que va jugar a Itàlia. Amb la selecció brasilera va proclamar-se campió sud-americà (1975 i 1977) i va participar dels Jocs Olímpics de Montreal 1976, on l'equip va terminar en 7è lloc.
Va graduar-se en Educació física.

### Entrenador
Pocs anys després de retirar-se, va començar a entrenar en clubs brasilers. El 1992, la Confederació Brasilera de Voleibol (CBV) va designar-lo entrenador de l'equip sènior masculí. Va dirigir l'equip brasiler que va endur-se l'inèdit or a Barcelona 1992. Durant el següent cicle olímpic, la selecció va proclamar-se bicampió sud-americà, va obtenir 3 medalles en les Lligues Mundials i va ser bronze a la Copa del Món del 1995. Va obtenir la classificació per als Jocs d'Atlanta 1996, on van ser 5ens.
Després d'Atlanta, va deixar la selecció i va ser dirigent del club de futbol paulistà Corinthians. L'any 2000 va tornar a entrenar, aquest cop a l'Osasco femení, amb el que va guanyar tres Superlligues consecutives. El 2003, la CBV torna a contractar-lo per dirigir la selecció femenina, càrrec que manté i compagina amb la d'entrenador a clubs prestigiosos com el Pesaro italià, el Fenerbahçe turc (amb el que es va proclamar campió del Mundial de Clubs de 2010) o, de tornada al Brasil, el Barueri Volleyball Club.
En les més de dues dècades al capdavant de la selecció femenina, ha obtingut medalles en els principals torneigs internacionals: Jocs Olímpics (ors a Pequín 2008 i Londres 2012, plata a Tòquio 2020, bronze a París 2024), Copa Grand Champions femenina (2 ors i 1 plata), Copa del Món (2 plates), Campionat del Món (3 plates i 1 bronze) Grand Prix (9 ors, 3 plates, 1 bronze), Campionat Sud-americà (11 ors, tots els que ha disputat), Copa Panamericana (3 ors i 3 plates), Jocs Panamericans (1 or i 3 plates) i Lliga de les Nacions (3 plates i 1 bronze). Gràcies a l'or a Pequín 2008, es va convertir en l'únic entrenador del món en haver dirigit un campió olímpic masculí i un altre femení.

## Homenatges
L'any 2021, el Comitè Olímpic del Brasil va incloure al seu Saló de la Fama els noms de Bernardo de Rezende (l'entrenador de la selecció masculina, guanyador de 7 medalles olímpiques) i del propi Zé Roberto.